# Hiddensee
Hiddensee je ostrov v Baltském moři u pobřeží Německa, ke kterému patří. Leží západně od Rujány a tvoří s několika menšími ostrovy samostatnou obec Insel Hiddensee v rámci zemského okresu Přední Pomořansko-Rujána. Od severu k jihu má délku 16,8 km, od západu k východu má šířku až 3,7 km. Celková plocha je přibližně 19 čtverečních kilometrů a nejvyšším bodem je Bakenberg 72,5 metru nad mořem ležící v nejsevernější části ostrova. Žije zde přibližně přes tisíc obyvatel. Ostrov je významný jako turistický a rekreační cíl.